# The Odd Couple (album av Gnarls Barkley)
Se även Omaka par (olika betydelser).
The Odd Couple är gruppen Gnarls Barkleys andra studioalbum, utgivet 2008. "Run (I'm a Natural Disaster)" och "Going On" var de största hitarna från albumet, dock utan att komma i närheten av framgångarna med "Crazy" från föregångaren St. Elsewhere.

## Låtlista
1. "Charity Case" – 3:12
2. "Who's Gonna Save My Soul" – 3:15
3. "Going On" – 2:54
4. "Run (I'm a Natural Disaster)" – 2:40
5. "Would Be Killer" – 2:22
6. "Open Book" – 3:20
7. "Whatever" – 2:18
8. "Surprise" – 3:50
9. "No Time Soon" – 2:55
10. "She Knows" – 2:44
11. "Blind Mary" – 3:25
12. "Neighbors" – 3:05
13. "A Little Better" – 3:07